# Des Hanlon Memorial
Le Des Hanlon Memorial est une course cycliste irlandaise disputée sur une journée autour de Carlow, dans la province du Leinster. Créée en 1981,, cette compétition rend hommage au jeune cycliste local Des Hanlon, mort la veille de Noël en 1980 après avoir été percuté par une voiture. Elle se déroule habituellement sur un parcours escarpé, qui favorise les mouvements de course.
Le Mémorial fait partie du calendrier national irlandais. L'édition 2020 est annulée en raison de la pandémie de Covid-19. 

## Palmarès

### Hommes
| Année | Vainqueur                    | Deuxième            | Troisième           |        |
| ----- | ---------------------------- | ------------------- | ------------------- | ------ |
| 1981  | Paddy Flanagan (en)          |                     |                     |        |
| 1982  | Raphael Kimmage              |                     |                     |        |
| 1983  | Billy Kerr (en)              |                     |                     |        |
| 1984  | Gearoid Costello             |                     |                     |        |
| 1985  | Joe Barr                     |                     |                     |        |
| 1986  | Stephen Spratt (en)          |                     |                     |        |
| 1987  | Bobby Power                  |                     |                     |        |
| 1988  | Ian Chivers                  |                     |                     |        |
| 1989  | John Sheehan                 |                     |                     |        |
| 1990  | Robert Power (en)            |                     |                     |        |
| 1991  | Stephen Spratt (en)          |                     |                     |        |
| 1992  | Stephen Maher                |                     |                     |        |
| 1993  | Tommy Evans (en)             |                     |                     |        |
| 1994  | Robert Power (en) P. Buckley |                     |                     |        |
| 1995  | Eddie McMahon                |                     |                     |        |
| 1996  | Paul Griffin                 |                     |                     |        |
| 1997  | Ian Chivers                  |                     |                     |        |
| 1998  | Tommy Evans (en)             |                     |                     |        |
| 1999  | Ciarán Power                 | Ray Clarke          | Karl Donnelly       |        |
| 2000  | Eddie O'Donoghue             | Philip Cassidy (en) | Brian Kenneally     |        |
| 2001  | Eddie O'Donoghue             | Morgan Fox          | Martin O'Loughlin   |        |
| 2002  | Brian Kenneally              | Tim Barry           | Eddie O'Donoghue    |        |
| 2003  | Adrian Hedderman             |                     |                     |        |
| 2004  | Rory Wyley                   | Eddie O'Donoghue    | John O'Shea         |        |
| 2005  | Rory Wyley                   | Tim Barry           | Philip Cassidy (en) |        |
| 2006  | Paul Griffin                 | John O'Shea         | Simon Kelly         |        |
| 2007  | Ciarán Power                 | Ryan Connor         | Adam Armstrong      |        |
| 2008  | Adam Armstrong               | Peter Hawkins       | Sean Lacey          |        |
| 2009  | Brian Kenneally              | Paul Griffin        | Peter Hawkins       |        |
| 2010  | Adam Armstrong               | Paul Griffin        | Sean Lacey          |        |
| 2011  | Greg Swinand                 | Peter Hawkins       | Sean Lacey          |        |
| 2012  | Peter Hawkins                | Ryan Sherlock       | Paídi O'Brien       |        |
| 2013  | Sean Lacey                   | Joe Fenlon          | Liam Frawley        |        |
| 2014  | Bryan McCrystal              | Paídi O'Brien       | Ryan Sherlock       |        |
| 2015  | Mark Dowling                 | Ryan Sherlock       | Robin Kelly         |        |
| 2016  | Sean McKenna                 | Philip Lavery       | Michael O'Loughlin  |        |
| 2017  | Darragh O'Mahony             | Rory Townsend       | Mark O'Callaghan    |        |
| 2018  | Sean McKenna                 | Jamie Blanchfield   | Sean Lacey          |        |
| 2019  | Conor Hennebry               | James Curry         | Darnell Moore       |        |
| 2020  | annulé                       | annulé              | annulé              | annulé |
| 2021  | Chris McGlinchey             | Daire Feeley        | Matthew Devins      |        |
| 2022  | Matthew Teggart              | Conor Munrane       | Leo Doyle           |        |
| 2023  | Matthew Devins               | Lindsay Watson      | Daire Feeley        |        |
| 2024  | Daire Feeley                 | George Peden        | Philip O'Connor     |        |
| 2025  | Ruairi Byrne                 | Conal Scully        | Joshua Callaly      |        |

### Femmes
| Année | Vainqueur        | Deuxième         | Troisième          |        |
| ----- | ---------------- | ---------------- | ------------------ | ------ |
| 2004  | Siobhan Dervan   | Aisling Daly     | Karen Bothwell     |        |
| 2005  | Julie Mulligan   | Trudy Brown      | Jemma Donaghy      |        |
| 2006  | Siobhan Dervan   | Ashling Daly     |                    |        |
| 2014  | Francine Meehan  | Josie Knight     | Amy Brice          |        |
| 2015  | Ciara Doogan     |                  |                    |        |
| 2016  | Claire McIlwaine |                  |                    |        |
| 2017  | Eve McCrystal    | Claire McIlwaine | Katherine Smyth    |        |
| 2018  | Katherine Smyth  | Nessa Rochford   | Michelle Geoghegan |        |
| 2019  | Grace Young      | Lara Gillespie   | Katherine Smyth    |        |
| 2020  | annulé           | annulé           | annulé             | annulé |
| 2021  | Fiona Mangan     | Lydia Boylan     | Becky Woods        |        |
| 2022  | Caoimhe O'Brien  | Mia Griffin      | Erin Creighton     |        |
| 2023  | Caoimhe O'Brien  | Aoife O’Brien    | Ella Doherty       |        |
| 2024  | Annalise Murphy  | Tuva Mauland     | Aoife O'Brien      |        |
| 2025  | Marine Lenehan   | Abi Conway       | Greta Lawless      |        |

### Juniors Hommes
| Année | Vainqueur        | Deuxième           | Troisième         |
| ----- | ---------------- | ------------------ | ----------------- |
| 2004  | Mark Nestor      | Owen White         | Marcus Treacy     |
| 2005  | James McCarthy   | Gavin Brown        | Stephen Halpin    |
| 2006  | Gary Rigley      | Paul Nolan         |                   |
| 2007  | Sam Bennett      | Denis Dunworth     | Liam Dolan        |
| 2008  | Sam Bennett      | Phil Lavery        | Martin O’Loughlin |
| 2014  | Eddie Dunbar     | Michael O'Loughlin | Stephen Shanahan  |
| 2022  | Niall McLoughlin | Patrick O’Loughlin | Con Scully        |
| 2023  | Quillan Donnelly | Cal Tutty          | Killian O’Brien   |